# 小山乃里子の夢の続き
小山乃里子の夢の続き（こやまのりこのゆめのつづき）は、朝日放送ラジオ（ABCラジオ）で放送されていた番組。
人生のセカンドステップに前向きにとりくもうとする熱い思いを持った人々を、番組パーソナリティの小山乃里子がインタビューや番組に寄せられたお便りなどで紹介。主にシニア世代を対象に、実現できなかった「夢の続き」を応援しようというコンセプトで制作されていた。
以前は、岐阜県の岐阜放送ラジオ（ぎふチャンラジオ）でも放送していたが、同局へのネットは2006年10月に終了した。

## 放送時間
- 2007年10月-2008年3月　土曜日14:30-15:00（『小山乃里子のハートにスニーカー』内）
- 2007年4月-2007年9月　土曜日13:30-14:00
- 2006年10月-2007年3月　土曜日14:30-15:00（『小山乃里子のハートにスニーカー』内）
- 2006年4月-2006年9月　土曜日13:30-14:00

## 過去に放送された局・放送時間
- 岐阜放送　日曜日15:30～16:00（開始-2006年10月1日）